# Yokkaichi Challenger 2023
Il Yokkaichi Challenger 2023 è stato un torneo maschile di tennis professionistico giocato sul cemento. È stata la 3ª edizione del torneo, facente parte della categoria Challenger 100 nell'ambito dell'ATP Challenger Tour 2023. Si è giocato al Yokkaichi Tennis Center di Yokkaichi, in Giappone, dal 27 novembre al 3 dicembre 2023.

## Partecipanti

### Teste di serie
| Nazionalità   | Giocatore       | Ranking* | Testa di serie |
| ------------- | --------------- | -------- | -------------- |
| Giappone      | Yosuke Watanuki | 98       | 1              |
| Austria       | Jurij Rodionov  | 110      | 2              |
| Stati Uniti   | Michael Mmoh    | 122      | 3              |
| Belgio        | Zizou Bergs     | 152      | 4              |
| Australia     | Marc Polmans    | 163      | 5              |
| Rep. Ceca     | Zdeněk Kolář    | 181      | 6              |
| Svizzera      | Leandro Riedi   | 208      | 7              |
| Taipei cinese | Hsu Yu-hsiou    | 210      | 8              |

* Ranking al 20 novembre 2023.

### Altri partecipanti
I seguenti giocatori hanno ricevuto una wild card per il tabellone principale:
- Rio Noguchi
- Rei Sakamoto
- Renta Tokuda

I seguenti giocatori sono passati dalle qualificazioni:
- August Holmgren
- Tatsuma Itō
- Nam Ji-sung
- Hiroki Moriya
- Yusuke Takahashi
- James Trotter

Il seguente giocatore è entrato in tabellone come lucky loser:
- Yuki Mochizuki

## Punti e montepremi
| Torneo    | Torneo              | V      | F      | SF    | QF    | 2T    | 1T    | Q | Q2  | Q1  |
| Singolare | Punti               | 100    | 60     | 36    | 20    | 9     | 0     | 5 | 2   | 0   |
| Singolare | Premi in denaro ($) | 17,650 | 10,380 | 6,140 | 3,570 | 2,105 | 1,270 | – | 635 | 320 |
| Doppio    | Punti               | 100    | 60     | 36    | 20    | –     | 0     | – | –   | –   |
| Doppio    | Premi in denaro ($) | 7,590  | 4,400  | 2,645 | 1,570 | –     | 880   | – | –   | –   |

## Campioni

### Singolare
Zizou Bergs ha sconfitto in finale  Michael Mmoh con il punteggio di 6–2, 7–6(2).

### Doppio
Evan King /  Reese Stalder hanno sconfitto in finale  Ray Ho /  Calum Puttergill con il punteggio di 7–5, 6–4.